# Like A Prayer
Like a Prayer — пісня американської співачки Мадонни, перший сингл з альбому Like a Prayer. Випущений 21 березня 1989 року  лейблом Sire Records. Написана і спродюсована Мадонною та Патріком Леонардом, ця пісня ознаменувала художній і особистий підхід до написання пісень для Мадонни, яка вважала, що їй потрібно більше орієнтуватися на свою дорослу аудиторію.
«Like a Prayer» - це пісня в стилі поп-рок і госпел, яка також включає в себе елементи фанку. У ній є бек-вокал хору, а також рок-гітара. Текст пісні містить літургійні слова, але деякі люди інтерпретують їх як такі, що мають подвійне значення: сексуальний натяк і релігію. «Like a Prayer» отримала схвальні відгуки музичних критиків після релізу і мала глобальний комерційний успіх, ставши сьомим хітом Мадонни на першому місці в американському хіт-параді Billboard Hot 100, очолюючи його три тижні поспіль, а також очолюючи хіт-паради в багатьох інших країнах, включаючи Австралію, Бразилію, Канаду, Італію, Мексику, Нову Зеландію, Іспанію та Велику Британію. Журнал Rolling Stone включив «Like a Prayer» до списку «500 найкращих пісень усіх часів».
Супровідний відеокліп до «Like a Prayer», знятий режисером Мері Ламберт, показує, як Мадонна стає свідком сексуального насильства над білою жінкою, яку згодом вбиває група білих чоловіків. Поки чорношкірого чоловіка заарештовують за цей злочин, Мадонна ховається в церкві, шукаючи в собі сили, щоб продовжувати свідчити. У відео зображено церкву та католицькі образи, такі як стигмати. У ньому також присутні палаючі хрести Ку-клукс-клану і епізод сну про поцілунок з чорношкірим святим. Ватикан засудив відео, а сімейні та релігійні групи протестували проти його трансляції. Вони бойкотували продукцію виробника безалкогольних напоїв Pepsi, який використав пісню у своїй рекламі. Pepsi розірвала спонсорський контракт з Мадонною, але дозволила їй зберегти гонорар у розмірі 5 мільйонів доларів.
«Like a Prayer» була включена в шість концертних турів Мадонни, останній з яких - The Celebration Tour. Пісню переспівували численні артисти. Разом з попереднім альбомом, «Like a Prayer» став поворотним моментом у кар'єрі Мадонни, коли критики почали визнавати її як артистку, а не просто поп-зірку. «Like a Prayer» увійшла до збірок найкращих хітів Мадонни The Immaculate Collection (1990), Celebration (2009) та Finally Enough Love: 50 Number Ones (2022).

## Передісторія та натхнення
Мадонна не записувала жодної музики протягом більшої частини 1988 року. Після провалу критиків і комерційного провалу послідовних високобюджетних фільмів «Шанхайський сюрприз» (1986) і «Хто така дівчина» (1987) вона зіграла в бродвейській постановці «Швидкості». Однак несхвальні відгуки знову викликали у неї дискомфорт. Її шлюб із Шоном Пенном розпався, що призвело до того, що пара подала на розлучення в січні 1989 року.  Мадонні також виповнилося 30 років, у віці, коли померла її мати, і тому співачка пережила ще більше емоційних потрясінь. У березневому випуску Rolling Stone за 1989 рік Мадонна прокоментувала, що її католицьке виховання постійно викликало у неї почуття провини:
«Коли ти став католиком, ти завжди залишаєшся католиком — з точки зору твого почуття провини та докорів сумління, а також того, згрішив ти чи ні. Іноді мене мучить почуття провини, коли мені цього не потрібно, і це, для мене, це залишилося з мого католицького виховання, тому що в католицизмі ви народжуєтеся грішником і залишаєтеся грішником усе своє життя гріх весь час у вас»
Мадонна також розуміла, що як вона росла, так і її основна аудиторія. Відчуваючи потребу спробувати щось інше, вона хотіла, щоб звучання її нового альбому диктувало те, що може бути популярним у світі музики.  У Мадонни були певні особисті справи, які, на її думку, могли стати музичним напрямком альбому. Для титульної пісні співачка вибрала теми, які до того часу були особистими роздумами, про які ніколи не розповідали широкому загалу. Вона переглянула свої особисті журнали та щоденники й почала розглядати варіанти. Мадонна згадувала: «Що я хотіла сказати? Я хотіла, щоб альбом говорив про речі, які я думав. Це був складний період у моєму житті».